# 欧裔非洲人
欧裔非洲人是来自或目前仍然生活在非洲的欧洲族裔（尤其特指白人）后裔。
1989年的统计显示，在非洲，欧裔非洲人约四百六十万，主要来自荷兰、英国、葡萄牙、德国，以及法国，也有少数来自意大利、西班牙、以及希腊。欧裔非洲人的主要社区曾主要在地中海沿岸，以及南部非洲。。
欧裔非洲人社区起初发源于好望角，安哥拉首都卢安达，圣多美岛，以及佛得角最大岛屿圣地亚哥岛等地。早期欧裔非洲人社区的形成，主要来自葡萄牙和荷兰的贸易商和军人。此后，随着法国和英国开始对非洲进行殖民，来自欧洲其他地方的白人开始逐渐移民非洲并形成社区。在第二次世界大战非殖民化时期前，欧裔非洲人人口曾一度达六百万并分布在非洲各地。
随着非洲殖民地独立，不少欧裔非洲人离开非洲。葡萄牙裔莫桑比克人在1975年曾一度高达20万人，在莫桑比克独立后由于经济政策对该国葡萄牙裔莫桑比克人的财富构成了不利影响而纷纷离开。目前在莫桑比克生活的欧裔非洲白人数目约8万2千人。
在津巴布韦，伴随着总统罗伯特·穆加贝激进的土地改革以及随之而来的经济衰退，大批欧裔非洲人离开该国，津巴布韦白人一度在1970年代时达到30万人。而在布隆迪，该国政府在独立后则公开驱逐该国的比利时裔。
在非洲，无论从数字上还是比例上来看，最多欧洲裔的国家是南非，逾450万人，约占全国人口的7.8%。尽管白人在非洲国家已不拥有政治特权，在某些国家和地区，这一族群仍然对产业经济和商业农业拥有重要影响，并拥有大量土地资源。

## 阿非利卡人与荷兰人在非洲

### 南非
作为最早在南撒哈拉非洲根植的欧洲文化据点， 1652年，荷兰的联合东印度公司（VOC）决定在好望角建立一个补给站。这个东印度公司并不是政府所有的“国有企业“，而是由富商和船主们进行管理。在十九世纪晚期，荷兰人（也称为阿非利卡人）已穿越林波波河到达了现在作为津巴布韦一个省的马顺纳兰。由于大量移民和高出生率等原因，阿非利卡人的人口在种族隔离时期大量增加至超越二百万人。这使得他们成为当时在非洲大陆最大的欧洲人族群。

#### 南非各省白人分布
除了极少数生活在南非东南部外，阿非利卡人分布于南非全国各处。以英语为母语的白人主要集中在夸祖鲁-纳塔尔省，约翰内斯堡和开普敦。其余白人族群（例如葡萄牙人和德国人）主要生活在约翰内斯堡和开普敦。南非白人主要生活在豪登省（包括约翰内斯堡和比勒陀利亚）以及西开普省。在这两个省份，南非白人无论是从人口比例还是数目上都比其他省份的为多。白人人口比例最低的省份是林波波省，只占总人口的2.2%。

### 纳米比亚
长久以来，由于英国人的逼近，许多布尔人担心他们的安全，土地以及自然资源。也正如此，许多布尔人开始选择移民。可是由于英国人已经控制了罗德西亚（今称津巴布韦），他们只能开始考虑纳米比亚，博茨瓦纳和安哥拉。他们穿越博茨瓦纳并进入当时被葡萄牙控制的安哥拉西南部。此外，在第一次世界大战前，纳米比亚是德国领地，这也导致了不少德国人移民到了现今的纳米比亚。
在种族隔离时期，也有许多阿非利卡人为了广阔的土地和矿产资源而移民到了内陆地区。现今，在纳米比亚的阿非利卡人数目大约在八万到十五万之间。现在，纳米比亚白人（主要是阿非利卡人）控制了超过一半的农用土地。这种情况与津巴布韦之前的情况相似，只是白人的比例更高。

### 罗德西亚/津巴布韦
阿非利卡人现今只占津巴布韦白人人口0.5%，可是这个数字是远远低于1980年前的5.5%。此外，超过三分之一的津巴布韦白人在早在1980至1984年间移民海外，当中约有一半移民到了南非。而几乎所有选择移民的阿非利卡人都移民到了南非。而在津巴布韦，其中一个剩下的阿非利卡人的聚集地是奇武（在1982年前称恩克顿）。这个村落是白人在罗德西亚的第一个据点，并一度以欧洲白人占人口大多数。

### 肯尼亚
在两次布尔战争期间，阿非利卡人曾深入非洲腹地到达今日的肯尼亚，并与英国人在当地西部定居并一道开垦了上百幅农庄。阿非利卡人与英国人主要定居在肯尼亚裂谷省。现今在肯尼亚大约有三万名白人（主要是英国人后裔），他们在经济上仍具有较强的影响力。然而，现今仍然有一部分阿非利卡人拥有自己的农庄并生活在由阿非利卡人创立的城市埃尔多雷特。

### 安哥拉
据报道，现在在安哥拉大约有2,700名阿非利卡人，他们主要是早期来自纳米比亚的移民。当安哥拉的黑人国家主义开始蔓延以及葡萄牙殖民者开始离开之际，大多数阿非利卡人也相继离开了安哥拉，他们主要移民到了南非，纳米比亚，葡萄牙和巴西。

### 其余地区
在20世纪早期，随着第二次布尔战争的进行，大量阿非利卡人向北迁移到了英属东非，并在今天称为肯尼亚，坦桑尼亚和安哥拉的地区定居。随着矛矛起义和第二次世界大战后数十年间殖民政府的逐步瓦解，在南非，纳米比亚和罗德西亚以外的阿非利卡人殖民地逐渐消失，大部分的阿非利卡人逐步回到了南非。

## 英国人在非洲

### 英格兰人在非洲

#### 南非和开普殖民地
尽管自18世纪已有少数英国移民在西非海岸，他们中的大部分从事的是跨大西洋奴隶贸易。英国人在非洲的定居点真正起源于十八世纪末期的好望角，随着英国从联合东印度公司中吞并了开普，从而鼓励移民到东开普省巩固殖民地的东部边界。